# Robert List

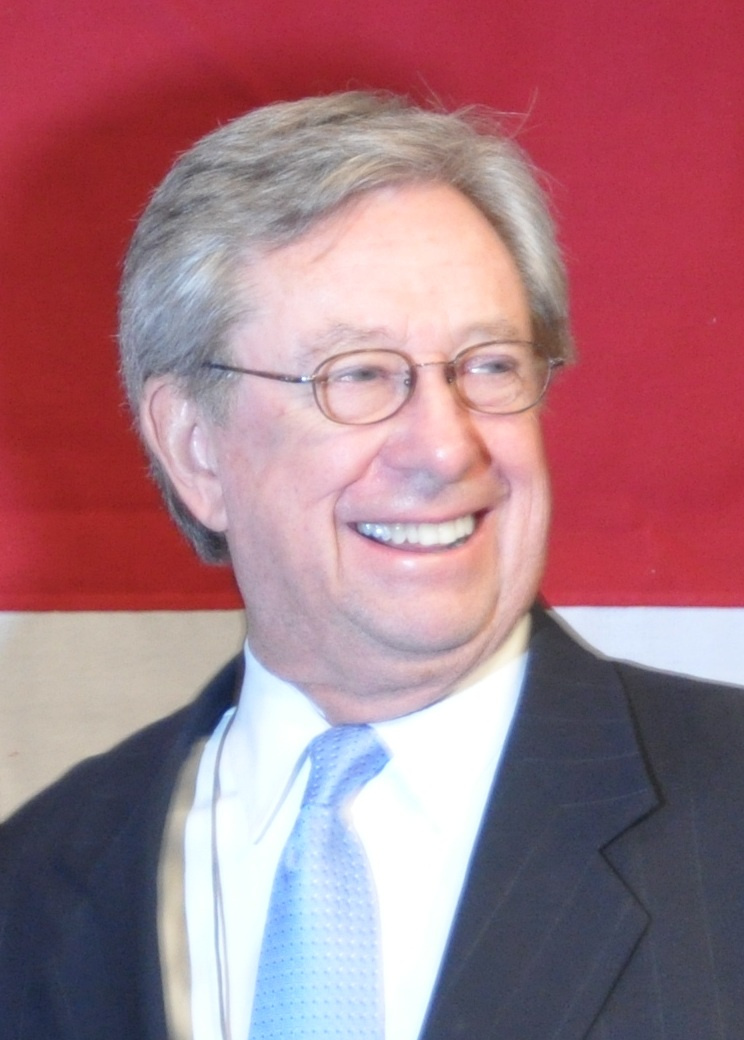
Robert List (2010)

Robert Frank List (* 1. September 1936 in Visalia, Kalifornien) ist ein US-amerikanischer Politiker der Republikanischen Partei. Er war von 1979 bis 1983 Gouverneur des Bundesstaates Nevada.
List wuchs in Exeter, Kalifornien, auf. Er studierte an der Utah State University und anschließend Rechtswissenschaft am Hastings College of Law der University of California in San Francisco, wo er 1962 seinen Abschluss als Juris Doctor (J.D.) und Doctor of Laws (LLD) machte. List war von 1966 bis 1970 Bezirksstaatsanwalt in Carson City, Nevada und von 1970 bis 1979 Attorney General dieses Staates. 1979 wurde List zum Gouverneur von Nevada gewählt. Dieses Amt hatte er bis 1983 inne. Er war bis zur Wahl von Jim Gibbons der letzte Gouverneur, der nicht zuvor im Clark County tätig war. Während seiner Amtszeit wurde eine Steuerreform in Nevada durchgeführt, bei der die Grundsteuer gesenkt und die Mehrwertsteuer erhöht wurde. Nach seinem Ausscheiden aus dem Amt unterstützte Robert List die Pläne für ein nukleares Endlager im Yucca Mountain. Derzeit ist er CEO der Robert List Company, einem Unternehmen, das sich auf die Beratung öffentlicher Stellen insbesondere in Energiefragen spezialisiert hat. Robert List ist zum zweiten Mal verheiratet und hat insgesamt vier Kinder.